# Mitchelton-Scott/2020
Deze pagina geeft een overzicht van de Mitchelton-Scott UCI World Tour wielerploeg in 2020.

## Algemeen
Sponsors: Mitchelton, Scott Sports
Algemeen manager: Brent Copeland
Teammanager: Matthew White
Ploegleiders: Vittorio Algeri, Gene Bates, Julian Dean, Mathew Hayman, Laurenzo Lapage, David McPartland, Matthew Wilson
Fietsen: Scott Sports

## Renners
| Naam                    | Geboortedatum | Nationaliteit       | Ploeg 2019                 |
| ----------------------- | ------------- | ------------------- | -------------------------- |
| Edoardo Affini          | 24-06-1996    | Italië              |                            |
| Michael Albasini        | 20-12-1980    | Zwitserland         |                            |
| Jack Bauer              | 07-04-1987    | Nieuw-Zeeland       |                            |
| Sam Bewley              | 22-07-1987    | Nieuw-Zeeland       |                            |
| Brent Bookwalter        | 16-02-1984    | Verenigde Staten    |                            |
| Esteban Chaves          | 17-01-1990    | Colombia            |                            |
| Luke Durbridge          | 09-04-1991    | Australië           |                            |
| Alexander Edmondson     | 22-12-1993    | Australië           |                            |
| Tsgabu Grmay            | 25-08-1991    | Ethiopië            |                            |
| Kaden Groves            | 23-12-1998    | Australië           |                            |
| Jack Haig               | 06-09-1993    | Australië           |                            |
| Lucas Hamilton          | 12-02-1996    | Australië           |                            |
| Michael Hepburn         | 17-08-1991    | Australië           |                            |
| Damien Howson           | 13-08-1992    | Australië           |                            |
| Daryl Impey             | 06-12-1984    | Zuid-Afrika         |                            |
| Christopher Juul-Jensen | 06-07-1989    | Denemarken          |                            |
| Alexander Konysjev      | 25-07-1998    | Italië              | Dimension Data for Qhubeka |
| Cameron Meyer           | 12-02-1996    | Australië           |                            |
| Luka Mezgec             | 27-06-1988    | Slovenië            |                            |
| Mikel Nieve             | 26-05-1984    | Spanje              |                            |
| Barnabás Peák           | 29-11-1998    | Hongarije           | SEG Racing Academy         |
| Nick Schultz            | 13-09-1994    | Australië           |                            |
| Callum Scotson          | 10-08-1996    | Australië           |                            |
| Dion Smith              | 03-03-1994    | Nieuw-Zeeland       |                            |
| Robert Stannard         | 16-09-1998    | Australië           |                            |
| Adam Yates              | 07-08-1992    | Verenigd Koninkrijk |                            |
| Simon Yates             | 07-08-1992    | Verenigd Koninkrijk |                            |
| Andrej Zejts            | 14-12-1986    | Kazachstan          | Astana Pro Team            |

### Vertrokken
| Naam           | Geboortedatum | Nationaliteit | Ploeg 2020 |
| -------------- | ------------- | ------------- | ---------- |
| Mathew Hayman  | 20-04-1978    | Australië     | gestopt    |
| Matteo Trentin | 02-08-1989    | Italië        | CCC Team   |

## Overwinningen
| Nationale kampioenschappen wielrennen Australië - tijdrit: Luke Durbridge Australië - wegwedstrijd: Cameron Meyer Zuid-Afrika - tijdrit: Daryl Impey Herald Sun Tour 3e etappe: Kaden Groves 5e etappe: Kaden Groves Ruta del Sol 4e etappe: Jack Haig Ronde van de Verenigde Arabische Emiraten 3e etappe: Adam Yates Eindklassement: Adam Yates Ronde van Burgos Ploegenklassement: *1) Ronde van Tsjechië 1e etappe (TTT) *2) 4e etappe: Damien Howson Eindklassement: Damien Howson Ronde van Polen Puntenklassement: Luka Mezgec Ploegenklassement: *3) | Tirreno-Adriatico 4e etappe: Lucas Hamilton 5e etappe: Simon Yates Eindklassement: Simon Yates Coppa Sabatini Dion Smith |  |

*1) Ploeg Ronde van Burgos: Chaves, Edmondson, Haig, Hamilton, Juul-Jensen, Nieve, S. Yates
*2) Ploeg Ronde van Tsjechië: Affini, Bauer, Durbridge, Groves, Hamilton, Hepburn, Howson
*3) Ploeg Ronde van Polen: Bewley, Chaves, Impey, Mezgec, Nieve, Peák, S. Yates
Mannen: 2012 · 2013 · 2014 · 2015 · 2016 · 2017 · 2018 · 2019 · 2020 · 2021 · 2022 · 2023 · 2024  · 2025
Vrouwen: 2012 · 2013 · 2014 · 2015 · 2016 · 2017 · 2018 · 2019 · 2020 · 2021 · 2022 · 2023 · 2024 · 2025
AG2R-La Mondiale · Astana Pro Team · Bahrain McLaren · BORA-hansgrohe · CCC Team ·  Cofidis, Solutions Crédits · Deceuninck–Quick-Step · EF Education First · Groupama-FDJ · Israel Start-Up Nation · Lotto Soudal · Mitchelton-Scott · Movistar Team ·  NTT Pro Cycling · Team INEOS · Team Jumbo-Visma · Team Sunweb · Trek-Segafredo · UAE Team Emirates